# Ana Caridad Sanchez
Ana Caridad Sánchez (Trujillo, 1968) es una guionista, directora y docente universitaria peruana. Ha escrito películas como Coraje (1998) y El premio (2009), dirigió Deliciosa fruta seca (2017) reconocida en el Festival de Cine Peruano en París y ganadora al Premio del Público en la Semaine du Cinema Hispanique.

## Biografía
Caridad nació en 1968 en Trujillo, a los 16 años migró a Lima para estudiar Ciencias de la Comunicación en la Universidad de Lima. Decidió especializarse en guion en la Escuela Nacional San Antonio de Los Baños en Cuba y cursó una maestría en Comunicaciones en la Pontificia Universidad Católica del Perú.
Empezó su labor audiovisual como guionista y correctora de guiones; trabajó con Chicho Durant en Coraje (1998), El premio (2009), Doble juego (2004) y Cuchillos en el Cielo (2013). Además, se desempeñó como docente de guion en la Universidad San Ignacio de Loyola.
En el año 2017 estrenó su primer largometraje, Deliciosa fruta seca (2017) protagonizado por Claudia Dammert, en el cual se abordan los temas del amor, la madurez y la mirada de la sociedad.

## Filmografía

### Directora

#### Película
- Deliciosa fruta seca (2017)

#### Cortometrajes
- No soy burro pero me aburro (2011)
- Ilumino tu camino (1997)
- Contra el viento (1995)

### Guionista

#### Películas
- El premio (2009)
- Coraje (1998)

#### Mediometraje
- Cien años de pasión (2001)

### Asistente de dirección
Películas
- Cuchillos en el cielo (2012)
- Doble juego (2004)

Cortometrajes
- Una vida difícil. Campesinos en los Alpes y en los Andes. (2002)